# Jardim das Bandeiras
Jardim das Bandeiras é um bairro residencial da Zona Oeste da cidade de São Paulo, pertencente ao distrito de Pinheiros, situado entre o bairro da Vila Madalena e a Rua Heitor Penteado; é nele que está situada a Praça Horácio Sabino.